# Thecla ziha
The  White-spotted Hairstreak (Thecla ziha) là một loài bướm ngày nhỏ được tìm thấy ở Ấn Độ, thuộc họ Bướm xanh.

## Range
The butterfly occurs in Ấn Độ và Pakistan.

## Status
Rare.

## Cited chú thích
1. 1 2  Marrku Savela's Website on Lepidoptera Page on Thecla genus.
2. ↑  Card for ziha in LepIndex. Truy cập 16 Jun 2007.
3. 1 2  Evans,W.H.(1932) The Identification of Indian Butterflies, ser no H41.18, pp 252.